# Clathrus
Clathrus (Micheli ex L., 1753) è un genere di funghi della famiglia Phallaceae, conosciuta anche come Clathraceae. Come per gli altri membri di questa famiglia, i basidiomi maturi sono coperti da una gleba deliquescente di colore da verde oliva a marrone avente un odore cadaverico piuttosto fastidioso, che contiene le spore e che attrae le mosche.
I funghi appartenenti a questo genere sono saprofiti, ossia si nutrono di materia organica morta, ed è per questo comune ritrovarli nel pacciame.

## Specie
Di questo genere, la cui specie tipo è il Clathrus ruber, fanno parte le seguenti specie:
- Clathrus archeri
- Clathrus baumii
- Clathrus bicolumnatus
- Clathrus cameroensis
- Clathrus cancellatum
- Clathrus cheriar
- Clathrus chrysomycelinus
- Clathrus columnatus
- Clathrus crispus
- Clathrus crispatus
- Clathrus cristatus
- Clathrus delicatus
- Clathrus hainanensis
- Clathrus kusanoi
- Clathrus mauritianus
- Clathrus oahuensis
- Clathrus preussi
- Clathrus roseovolvatus[2]
- Clathrus ruber
- Clathrus transvaalensis
- Clathrus treubii
- Clathrus xiningensis